# Diócesis de Torún
La diócesis de Torún (en latín: Dioecesis Thoruniensis y en polaco: Diecezja toruńska) es una circunscripción eclesiástica de la Iglesia católica en Polonia. Se trata de una diócesis latina, sufragánea de la arquidiócesis de Gdansk. Desde el 5 de abril de 2025 su obispo electo es Arkadiusz Okroj.

## Territorio y organización

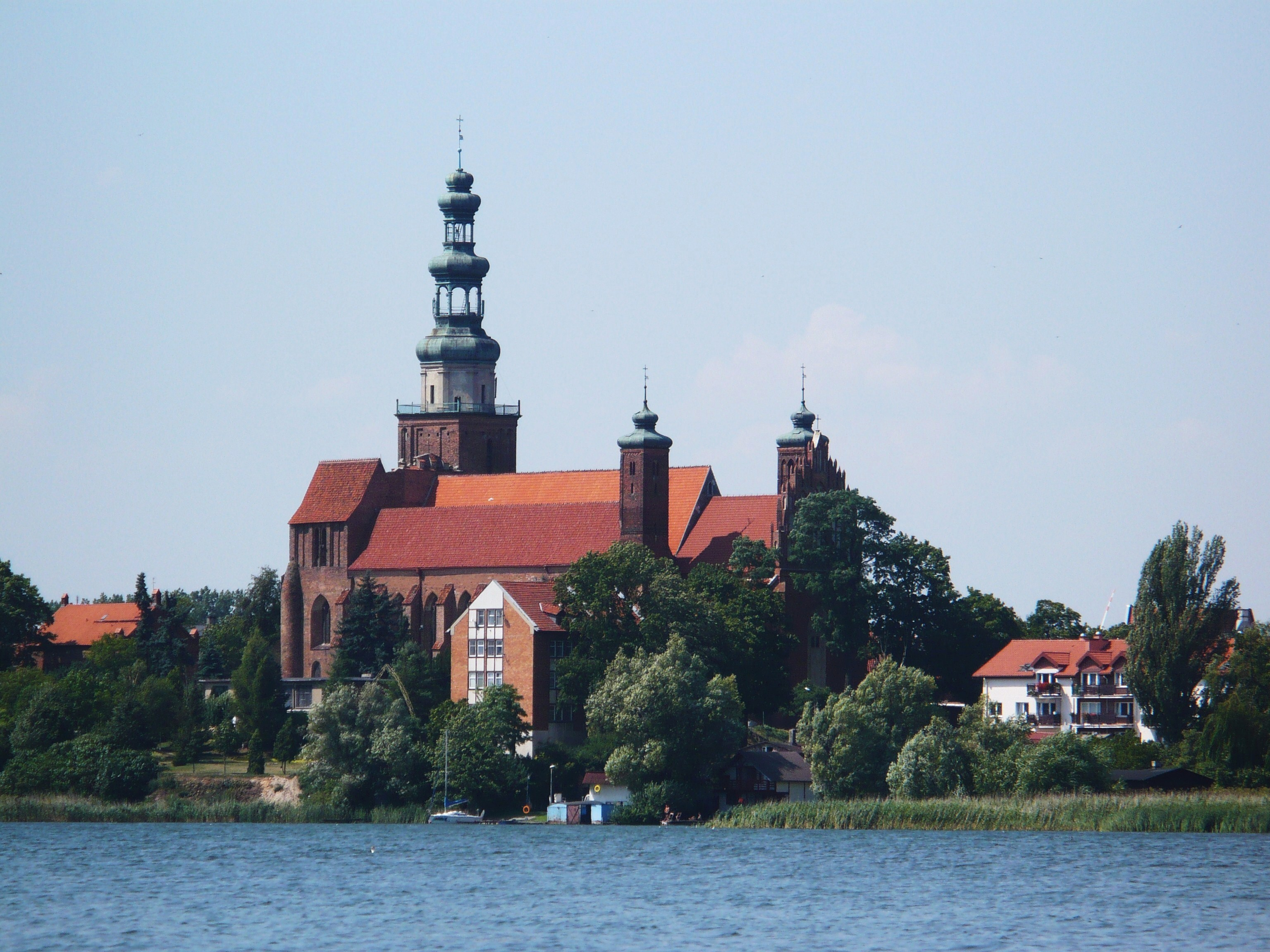
Concatedral de la Santísima Trinidad, Chełmża

La diócesis tiene 5427 km² y extiende su jurisdicción sobre los fieles católicos de rito latino residentes en 11 municipios del voivodato de Cuyavia y Pomerania (Toruń, Grudziądz, Brodnica, Chełmno, Chełmża, Wąbrzeźno, Kowalewo Pomorskie, Jabłonowo Pomorskie, Łasin, Golub y Radzyń Chełmiński) y 4 municipios del voivodato de Varmia y Masuria (Działdowo, Nowe Miasto Lubawskie, Lubawa y Lidzbark).

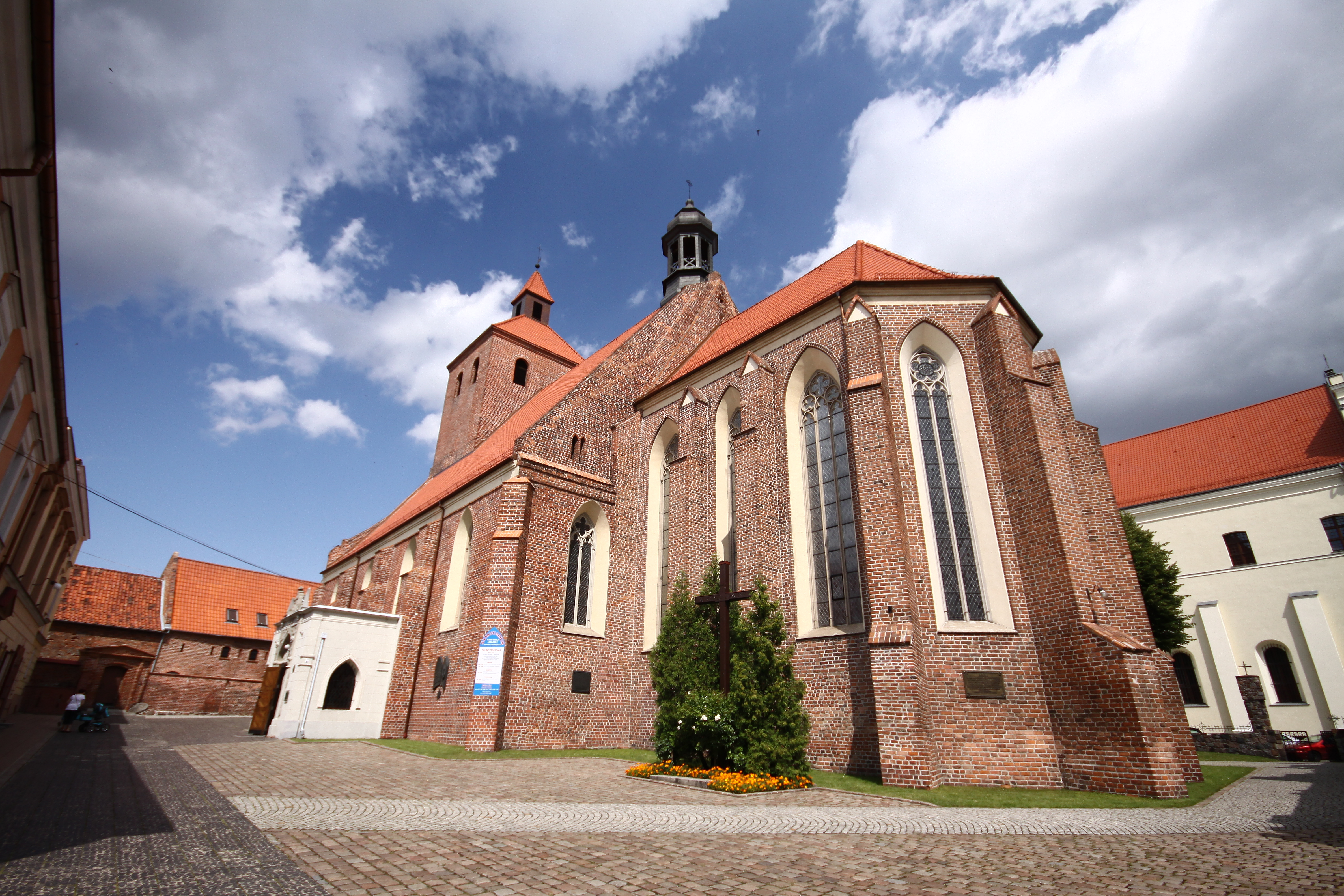
Basílica de San Nicolás, en Grudziądz

La sede de la diócesis se encuentra en la ciudad de Torún, en donde se halla la Catedral de San Juan Bautista y San Juan Evangelista. En Chełmża se encuentra la Concatedral basílica de la Santísima Trinidad, que fue catedral de la diócesis de Chełmno (hoy diócesis de Pelplin). En el territorio de la diócesis se hallan dos basílicas menores: la basílica de Santo Tomás, en Nowe Miasto Lubawskie, y la basílica de San Nicolás, en Grudziądz.

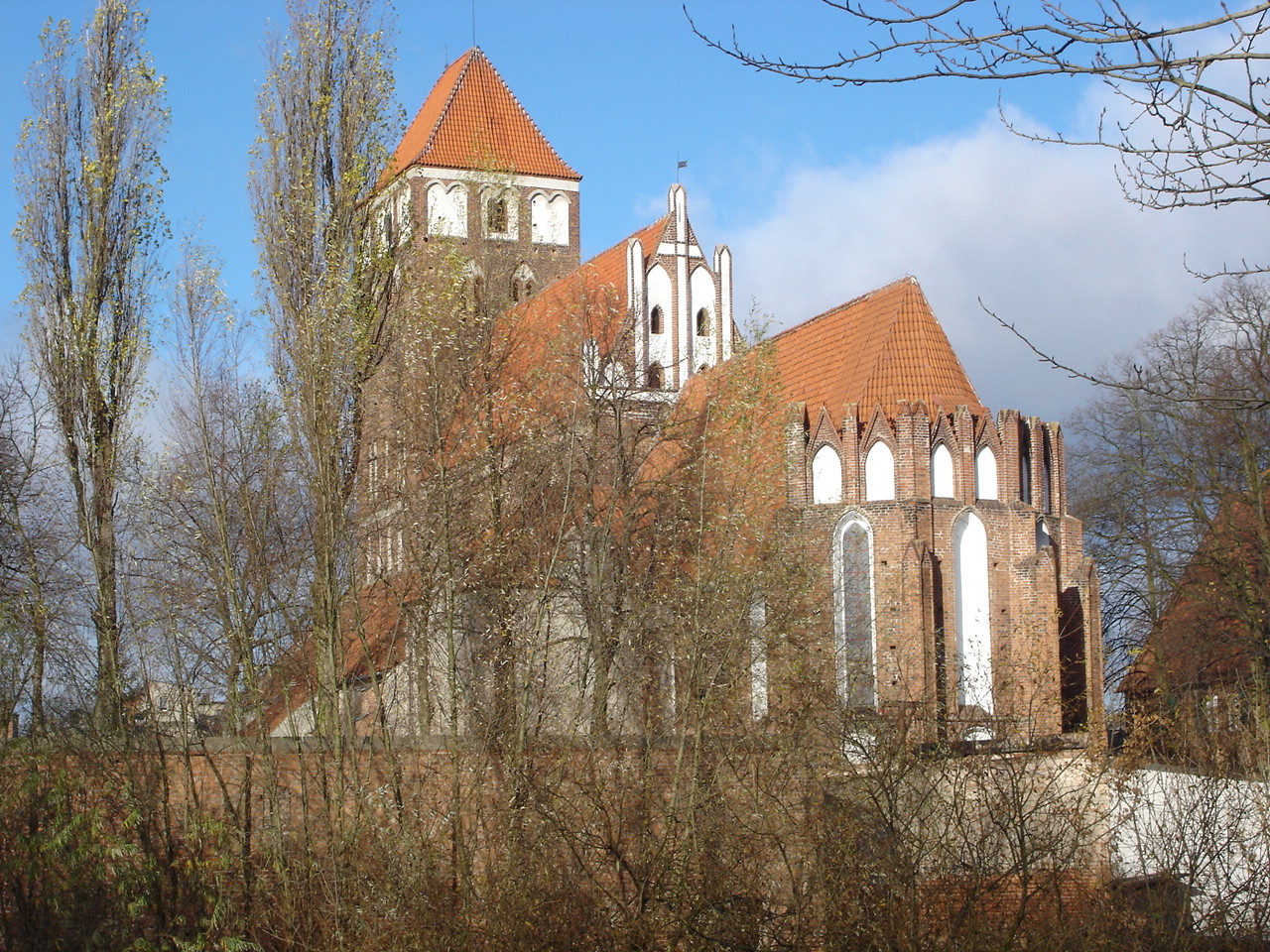
Basílica de Santo Tomás, en Nowe Miasto Lubawskie

En 2022 en la diócesis existían 196 parroquias agrupadas en 24 decanatos: Bierzgłowski, Brodnicki, Chełmiński, Chełmżyński, Działdowski, Golubski, Górznieński, Grudziądzki I, Grudziądzki II, Jabłonowski, Kowalewski, Kurzętnicki, Lidzbarski, Lubawski, Łasiński, Nowomiejski, Radzyński, Rybnieński, Toruński I, Toruński II, Toruński III, Toruński IV, Unisławski y Wąbrzeski.

## Historia
La diócesis fue erigida el 25 de marzo de 1992 mediante la bula Totus Tuus Poloniae populus del papa Juan Pablo II, que reorganizó completamente las circunscripciones eclesiásticas polacas tras la caída del régimen comunista, obteniendo su territorio de la diócesis de Chełmno (que al mismo tiempo tomó el nombre de diócesis de Pelplin) y de la arquidiócesis de Gniezno.
El 7 de octubre de 1993, con la carta apostólica Fideles ecclesialis, el papa Juan Pablo II confirmó a la Santísima Virgen María del Perpetuo Socorro como patrona principal de la diócesis.

## Estadísticas
Según el Anuario Pontificio 2023 la diócesis tenía a fines de 2022 un total de 571 880 fieles bautizados.
| Año                                                                             | Población            | Población | Población      | Sacerdotes | Sacerdotes    | Sacerdotes    | Bautizados por sacerdote | Diáconos permanentes | Religiosos | Religiosos | Parroquias |
| Año                                                                             | Bautizados católicos | Total     | % de católicos | Total      | Clero secular | Clero regular | Bautizados por sacerdote | Diáconos permanentes | Varones    | Mujeres    | Parroquias |
| ------------------------------------------------------------------------------- | -------------------- | --------- | -------------- | ---------- | ------------- | ------------- | ------------------------ | -------------------- | ---------- | ---------- | ---------- |
| 1999                                                                            | 685 500              | 713 350   | 96.1           | 399        | 323           | 76            | 1718                     |                      | 92         | 83         | 187        |
| 2000                                                                            | 685 600              | 713 400   | 96.1           | 413        | 326           | 87            | 1660                     |                      | 92         | 365        | 189        |
| 2001                                                                            | 680 700              | 708 600   | 96.1           | 433        | 346           | 87            | 1572                     |                      | 92         | 312        | 191        |
| 2002                                                                            | 607 632              | 635 523   | 95.6           | 433        | 352           | 81            | 1403                     |                      | 84         | 351        | 191        |
| 2003                                                                            | 611 955              | 645 456   | 94.8           | 436        | 357           | 79            | 1403                     |                      | 82         | 353        | 191        |
| 2004                                                                            | 608 311              | 636 862   | 95.5           | 459        | 365           | 94            | 1325                     |                      | 101        | 351        | 192        |
| 2010                                                                            | 581 111              | 618 342   | 94.0           | 480        | 387           | 93            | 1210                     |                      | 99         | 269        | 194        |
| 2014                                                                            | 580 604              | 616 215   | 94.2           | 483        | 385           | 98            | 1202                     | 3                    | 104        | 269        | 195        |
| 2017                                                                            | 575 082              | 618 613   | 93.0           | 494        | 394           | 100           | 1164                     | 3                    | 107        | 246        | 196        |
| 2020                                                                            | 581 500              | 625 190   | 93.0           | 464        | 367           | 97            | 1253                     | 3                    | 106        | 229        | 196        |
| 2022                                                                            | 571 880              | 627 300   | 91.2           | 464        | 365           | 99            | 1232                     | 3                    | 105        | 227        | 196        |
| Fuente: Catholic-Hierarchy, que a su vez toma los datos del Anuario Pontificio. |                      |           |                |            |               |               |                          |                      |            |            |            |

## Episcopologio
- Andrzej Wojciech Suski (25 de marzo de 1992-11 de noviembre de 2017 retirado)
- Wiesław Śmigiel (11 de noviembre de 2017-13 de septiembre de 2024 nombrado arzobispo de Szczecin-Kamień)
- Arkadiusz Okroj, desde el 5 de abril de 2025